# Conostephium magnum
Conostephium magnum là một loài thực vật có hoa trong họ Thạch nam. Loài này được Cranfield mô tả khoa học đầu tiên năm 2002.